# Combretum perakense
Combretum perakense là một loài thực vật có hoa trong họ Trâm bầu. Loài này được M.G.Gangop. & Chakrab. mô tả khoa học đầu tiên năm 1989.